# NGC 1044
NGC 1044 (другие обозначения — MCG 1-7-23, ZWG 414.38, NPM1G +08.0088, PGC 10174) — галактика в созвездии Кит.
Этот объект входит в число перечисленных в оригинальной редакции «Нового общего каталога».
Скорее всего, NGC 1044 образует пару с галактикой PGC 3080165, и оба объекта взаимодействуют друг с другом.